# The Victoria Cross
The Victoria Cross je americké němé drama z roku 1916, které režíroval Edward LeSaint a napsali Paul M. Potter a Margaret Turnbull. V hlavních rolích se představili Lou Tellegen, Cleo Ridgely, Sessue Hayakawa, Ernest Joy, Mabel Van Buren a Frank Lanning. Film byl 14. prosince 1916 uveden společností Paramount Pictures. Kopie filmu je uchovávána ve sbírce Knihovny Kongresu.

## Obsazení
- Lou Tellegen jako major Ralph Seton
- Cleo Ridgely jako Joan Strathallen
- Sessue Hayakawa jako Azimoolah
- Ernest Joy jako Sir Allen Strathallen
- Mabel Van Buren jako princezna Adala
- Frank Lanning jako Cassim
- Harold Skinner jako Seereek